# Hidaka (Wakayama)
Pour les articles homonymes, voir Hidaka.
Hidaka (日高町, Hidaka-chō) est un bourg du district de Hidaka, dans la préfecture de Wakayama, au Japon.

## Géographie

### Démographie
Au 1er décembre 2014, la population de Hidaka s'élevait à 7 550 habitants répartis sur une superficie de 46,42 km2.